# Musica proibita
Musica proibita («Música prohibida» en italiano) es una película dramática italiana de 1942 dirigida por Carlo Campogalliani y protagonizada por Tito Gobbi, María Mercader y Giuseppe Rinaldi.
Se realizó en los estudios Fert de Turín.

## Argumento
Un compositor anciano recuerda su romance de juventud con una mujer mientras estudiaba en Florencia, que resulta en el asesinato y la venganza.

## Reparto
- Tito Gobbi como Paolo Marini, conocido como Paolo Folchi.
- María Mercader como Claretta Melzi.
- Giuseppe Rinaldi como Giulio Folchi.
- Loredana como Elena Landi.
- Mario Casaleggio como Master Bignami.
- Carlo Romano como Otello.
- Enzo Morisi como Arnaldo Rovere.
- Carlo Duse como Marqués Melzi.
- Letizia Quaranta como Marquesa Beatrice Melzi.
- Giorgio Costantini como Mario Melzi.
- Mario Siletti como el Conde Landi, el padre de Elena.
- Ilena Jurick
- Valfrido Picardi como Salvetti, el empresario.
- Lori Randi
- Giuseppe Zago